# Comuna Șimnicu de Sus, Dolj
Șimnicu de Sus este o comună în județul Dolj, Oltenia, România, formată din satele Albești, Cornetu, Deleni, Dudovicești, Duțulești, Florești, Izvor, Jieni, Leșile, Milești, Românești și Șimnicu de Sus (reședința).
Comuna se întinde pe aproximativ 10 km, de-a lungul râului Amaradia. Dintre localitățile componente ale comunei, atestarea cea mai veche o are satul Milești, sat atestat de un document datat 29 ianuarie 1546, prin care Mircea Voievod a dat lui Toader și fiilor lui pământ în Mileștii de Sus (Mileștiul de azi) și in Mileștii de Jos (satul Duțulesti de azi). Urmează ca vechime satul Albești, atestat în 28 septembrie 1597, apoi satul Cornet în 1603 și Deleni (cunoscut la acea vreme drept Cioroi) în 1644.

## Demografie
Componența etnică a comunei Șimnicu de Sus
     Români (86,06%)
     Alte etnii (0,3%)
     Necunoscută (13,64%)
Componența confesională a comunei Șimnicu de Sus
     Ortodocși (83,31%)
     Alte religii (2,2%)
     Necunoscută (14,5%)
Conform recensământului efectuat în 2021, populația comunei Șimnicu de Sus se ridică la 5.733 de locuitori, în creștere față de recensământul anterior din 2011, când fuseseră înregistrați 4.627 de locuitori. Majoritatea locuitorilor sunt români (86,06%), iar pentru 13,64% nu se cunoaște apartenența etnică. Din punct de vedere confesional, majoritatea locuitorilor sunt ortodocși (83,31%), iar pentru 14,5% nu se cunoaște apartenența confesională.

## Politică și administrație
Comuna Șimnicu de Sus este administrată de un primar și un consiliu local compus din 15 consilieri. Primarul, Ștefăniță-Laurențiu Ifrim[*], de la Partidul Social Democrat, este în funcție din 1 noiembrie 2024. Începând cu alegerile locale din 2024, consiliul local are următoarea componență pe partide politice:
|  | Partid                          | Consilieri | Componența Consiliului | Componența Consiliului | Componența Consiliului | Componența Consiliului | Componența Consiliului | Componența Consiliului | Componența Consiliului | Componența Consiliului | Componența Consiliului | Componența Consiliului |
|  | ------------------------------- | ---------- | ---------------------- | ---------------------- | ---------------------- | ---------------------- | ---------------------- | ---------------------- | ---------------------- | ---------------------- | ---------------------- | ---------------------- |
|  | Partidul Social Democrat        | 10         |                        |                        |                        |                        |                        |                        |                        |                        |                        |                        |
|  | Partidul Național Liberal       | 2          |                        |                        |                        |                        |                        |                        |                        |                        |                        |                        |
|  | Alianța pentru Unirea Românilor | 2          |                        |                        |                        |                        |                        |                        |                        |                        |                        |                        |
|  | Uniunea Salvați România         | 1          |                        |                        |                        |                        |                        |                        |                        |                        |                        |                        |